# Доберман
До́берман, або тюринзький пінчер (нім. Dobermann) — порода короткошерстих службових собак, виведена в Німеччині, у Тюрингії, у місті Апольда наприкінці XIX століття Карлом Фрідріхом Луїсом Доберманом, названа на честь свого творця. Перша назва породи — тюринзький пінчер — після смерті Добермана в 1894 році її було замінено на доберман-пінчер. Під час чергової редакції стандарту в 1949 році з назви породи було прибрано слово «пінчер», і вона стала називатися просто «доберман». У книзі Стенлі Корена «Інтелект собак» включений в групу порід з найкращими здібностями до дресирування.

## Історія породи

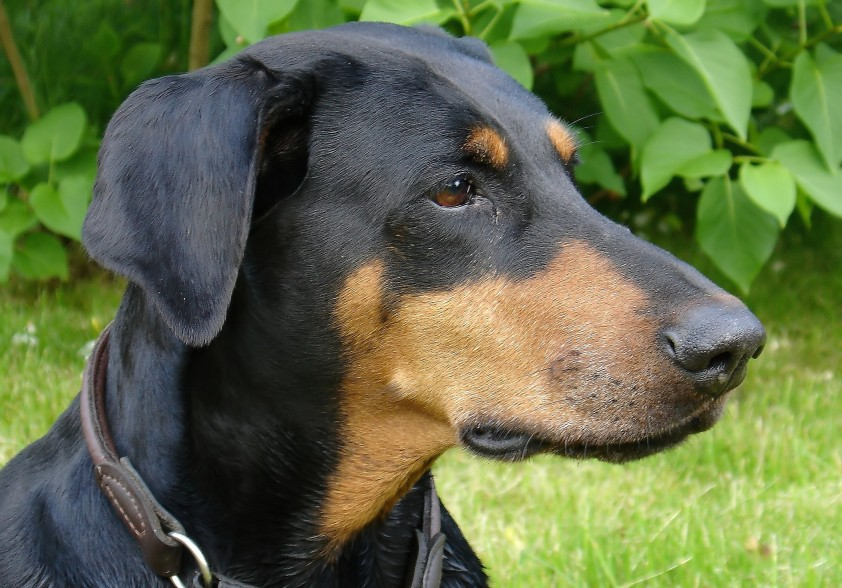

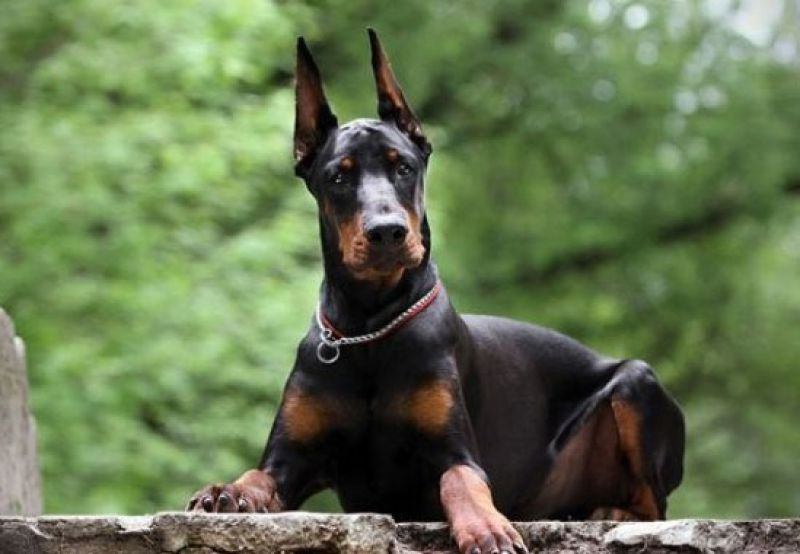

Доберман є єдиною німецькою породою, яка має ім'я свого першого заводчика — Фрідріха Луїса Добермана. Вважається, що він був збирачем податків, господарем бійні (гицлем), а певний час — ловцем собак, що мав законне право ловити всіх бродячих псів, з яких він і відбирав тварин особливого типу. Так звані «собаки м'ясника», яких у той час уже вважали відносно чистою породою, зіграли найважливішу роль у зародженні породи доберман. Ці собаки були раннім типом ротвейлера, змішаним з вівчарками Тюрингії, чорного забарвлення з іржаво-рудими підпалинами. Пан Доберман розводив цих метисів в 1870-х роках. Так він отримав «свою» породу: не просто пильних, а з сильно розвиненими захисними якостями службових і сторожових собак. Їх часто використовували як вартових і поліцейських собак. За широке застосування в роботі поліції вони отримали прізвисько «жандармський собака». За цих обставин добермана офіційно визнали поліцейським собакою на початку XX століття, поки їх не потіснили універсальніші німецькі вівчарки. Доберман — це собака середнього розміру, сильний, м'язистий. Попри свою масивність, він повинен бути елегантним і благородним, що має виявлятися в обрисах його тіла. Він чудово підходить як компаньйон, охоронний і службовий собака, а також як собака для всієї родини.

## Зовнішній вигляд
Світові стандарти породи публікуються Fédération Cynologique Internationale, або FCI (Всесвітня організація собак), за порадою IDC (Міжнародного клубу доберманів), який є керівною радою породи доберман і має у своєму складі 36 країн. Під час чемпіонатів світу собак оцінюють за стандартами FCI. АКС має свої стандарти, як і деякі інші країни, хоча більшість досі дотримується стандартів FCI. Стандарт породи описує добермана як собаку середнього розміру, міцну та м'язисту. Для того, щоб відповідати цим стандартам, тіло добермана повинно бути майже квадратним. Він також повинен мати елегантний і шляхетний вигляд.
Спочатку собака був задуманий як собака-охоронець, тому самці, як правило, мають м'язистий та залякувальний вигляд. Самки, як правило, тонші, але не веретеноподібні. Стандарт породи Американського клубу собаківництва (АКС) відрізняється від стандартів Fédération Cynologique Internationale (FCI), останній є часто більшою і важкою собакою. Це змусило деяких стверджувати, що доберманів та доберманських пінчерів слід розглядати та оцінювати по-різному.

### Розміри та пропорції
Хоча стандарти породи відрізняються від розплідника та племінних клубів, більшість дотримується стандарту, встановленого FCI, в якому описується розмір самців від 68 до 72 сантиметрів (27 до 28 дюймів) в холці; Велика Британія вважає 69 сантиметрів (27 дюймів) ідеальною висотою. Відповідно до тих же стандартів, розмір сук — від 63 до 68 сантиметрів (25 — 27 дюймів), ідеальний варіант — 65 сантиметрів (26 дюймів). Доберман має квадратну раму; його довжина повинна дорівнювати його висоті в холці, а довжина голови, шиї та ніг повинна бути пропорційна його тілу.
Стандарти на вагу добермана також описані FCI. Ідеальний собака повинен бути достатнього розміру для оптимального поєднання сили, витривалості та спритності. Ідеальна вага собак описується як 40–45 кілограмів (88–99 фунтів), а ідеальна вага сук — 32–35 кілограмів (71–77 фунтів).

### Забарвлення
У добермана існують два різні кольорові гени: один для чорного (B) та один для розведення кольорів (D). Існує дев'ять можливих комбінацій цих алелів, які можуть призвести до чотирьох різних кольорових фенотипів: чорного, синього, червоного та палевого (Ізабелла). Традиційний і найпоширеніший колір виникає, коли обидва кольори та гени розрідження мають принаймні один домінантний алель (тобто BBDD, BBDd, BbDD або BbDd) і його зазвичай називають чорним, чорним з іржею, або чорно-коричневим. Забарвлення червоною, червоною іржею або коричневим кольором виникає, коли ген чорного кольору має два рецесивні алелі, але ген розведення має принаймні один домінантний алель (тобто, bbDD, bbDd). Синій доберман має кольоровий ген щонайменше з одним домінантним алелем і ген розведення з обома рецесивними алелями (тобто BBdd або Bbdd). Забарвлення палевого кольору є найменш поширеним, воно виникає лише тоді, коли й кольори, і гени розведення мають два рецесивних алелі (тобто, bbdd). Таким чином, синій колір — це розведений чорний, а колір палевого — розведений червоний.
Експресія гена розрідження кольорів — це розлад, що називається кольоровим розбавленням алопеція, різновид собак фолікулярної дисплазії. Хоча це не загрожує життю, ці собаки можуть мати шкірні проблеми.

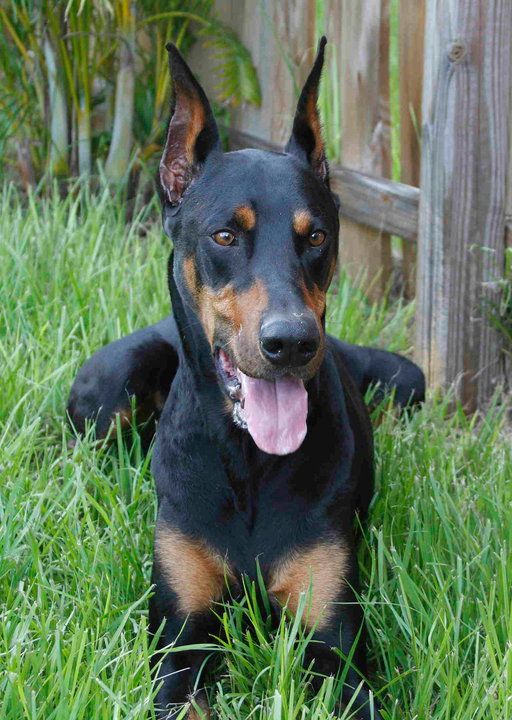
Традиційний забарвлення добермана чорного та іржаво рудого
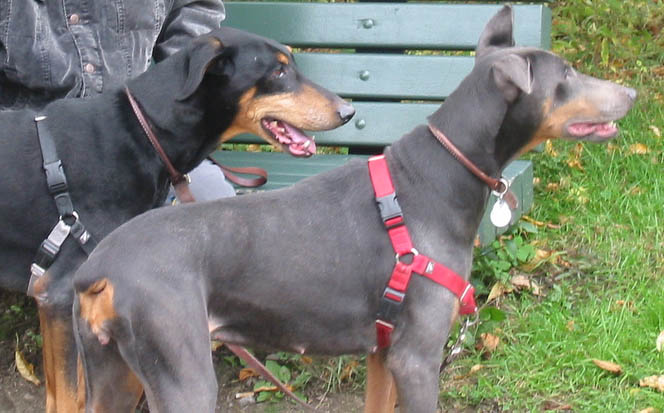
Чорний і блакитний добермани
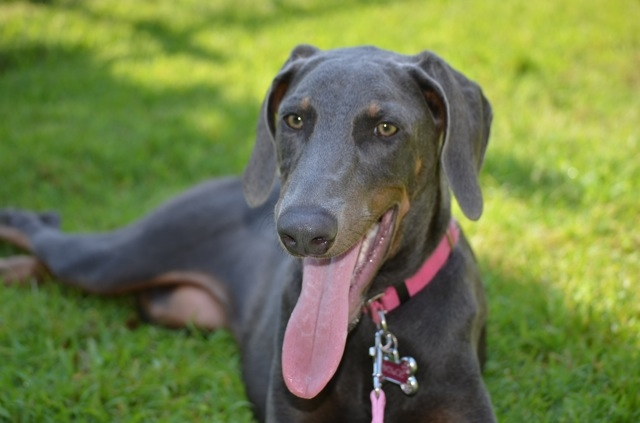
Блакитний доберман-пінчер
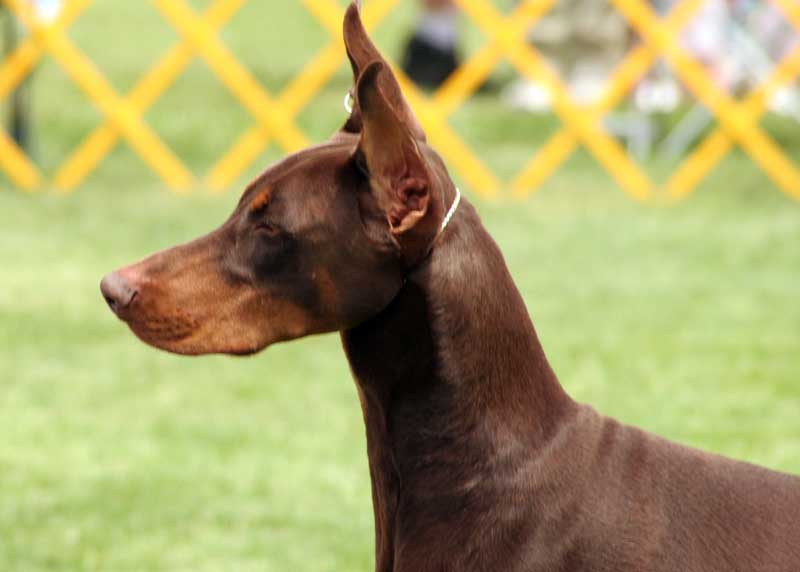
Доберман з рудим забарвленням

### Хвіст
Природний хвіст у добермана досить довгий, але в окремих собак часто є короткий хвіст в результаті купірування — процедури, при якій більшість хвоста видаляється хірургічним шляхом незабаром після народження.

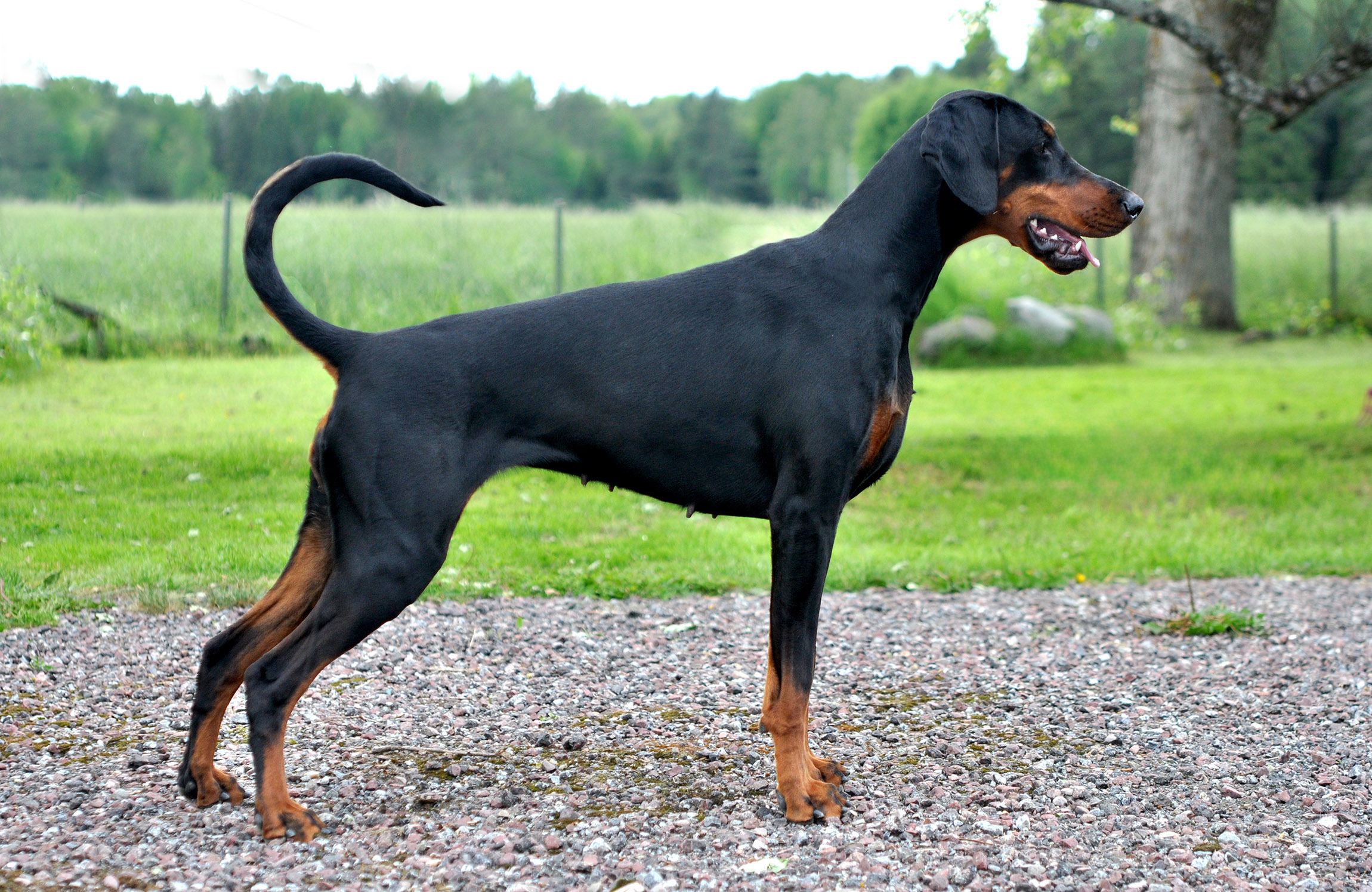
Природний доберман

Практика купірування існує вже багато століть і є старшою за добермана як породу. Історична причина купірування полягає в тому, щоб хвіст не заважав роботі собаки. Однак купірування завжди було суперечливим. Купірування хвоста та вух були прибрані зі стандарту породи FCI/IDC, і собакам, народженим після 2016 року, заборонено брати участь у виставках FCI або IDC без повного хвоста та природних вух. Аналогічні правила було запроваджено у більшості країн ЄС та Співдружності.
У Великій Британії собак із купіруваними після 2007 року хвостами заборонено демонструвати на виставках, і наразі купірування є незаконним. Для уникнення притягнення до відповідальності за імпортованих тварин з купірованим хвостами та/чи вухами, потрібен ветеринарний сертифікат. У багатьох інших європейських країнах, а також в Австралії, купірування є незаконним. Американський стандарт для доберман-пінчерів включає хвостик, купіруваний біля 2-го хребця. Купірування — це звичайна практика в США, Росії та Японії (а також у ряді інших країнах де представлений доберман), там це не суперечить законам.

## Характер

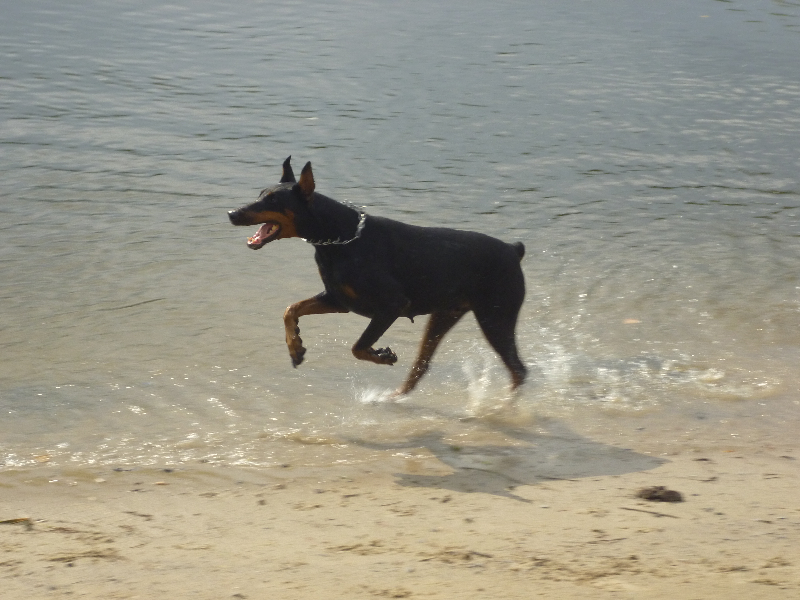

Доберман — собака дуже спритна, розумна і смілива, атлетична з добре розвиненою мускулатурою, швидко навчається, потребує базової дресури. Підходить для людей які мають час на тривалі прогулянки.
З доберманом важливо спілкуватися, це не просто собака — це член родини, але із самого дитинства потрібно встановити «рамки» для подальшого комфортного існування, та це не означає що їх треба виховувати «силою» тут має бути баланс, інакше ви отримаєте або не впевнену в собі собаку, недовірливу, або отримаєте відповідь яка вам не сподобається. З ними можна і потрібно домовлятися, робота «за гру» їм дуже підходить, так буде щасливий і пес, і господар отримає вдячного і люблячого друга. Якщо ви приділите достатньо уваги вихованню, то згодом отримаєте вихованого, розумного, красивого друга і захисника. Виховувати потрібно починати з першого дня появи у вашому домі. Він НЕ підходить людям, які не мають достатньо часу на виховання та потрібний цій породі вигул. Якщо ви не спрямуєте енергію добермана куди потрібно (гра, спорт, робота…) то майте на увазі, що він знайде чим себе зайняти. Як і будь-яку сильну собаку, добермана не бажано заводити у сім'ю з маленькими дітьми, це має бути вже вихована собака, або вже виховані діти. Через свою рухливість може штовхнути, подряпати дитину, або дитина може боляче схопити собаку, і буде відповідна реакція.
Доберман дуже відданий собака, тож не забувайте про це, коли плануєте відпочинок, він із задоволенням буде супроводжувати вас всюди, та сумуватиме, коли ви поїдете без нього.

## Стандарт породи FCI
FCI-Standard Nr. 1143 — DOBERMANN змінився: 01.08.2016 ФЦИ Стандарт № 143 — DOBERMANN був затверджений і діє всюди. 01.08.2016. Зміни торкаються всіх собак народжених до / після 01.08.2016. Всі судді проводять оцінку відповідно до цього стандарту з 01.08.2016.
ПОХОДЖЕННЯ: Німеччина.
ДАТА ПУБЛІКАЦІЇ ОФІЦІЙНОГО ЧИННОГО СТАНДАРТУ: 13.11.2015.
ЗАСТОСУВАННЯ: компаньйон, захисник і робоча собака.
FCI класифікація: Група 2. Пінчери і шнауцери, Молосси і швейцарські гірські і пастуші собаки. Розділ 1 Пінчери і шнауцери з робочими випробуваннями.
ЗОВНІШНІЙ ВИГЛЯД: Доберман — собака середнього розміру, міцної, м'язистої статури. Завдяки елегантним лініям свого тіла, гордій поставі і рішучій поведінці він відповідає ідеальному портрету собаки.
ВАЖЛИВІ ПРОПОРЦІЇ: Корпус добермана здається майже квадратним, особливо у псів. Коса довжина тулуба, виміряна від виступу плече-лопаткового зчленування до виступу сідничного бугра, не повинна перевищувати висоту в холці більш, ніж на 5 % у псів і 10 % у сук.
ПОВЕДІНКА / ХАРАКТЕР: Характер добермана доброзичливий і спокійний, він дуже відданий сім'ї і любить дітей. Бажані помірний темперамент і помірна пильність. Середній поріг збудливості потрібен для гарного контакту з власником. Легкий у дресируванні, доберман працює із задоволенням і повинен мати відповідні робочі здібності, сміливість і твердість. Потрібні значні впевненість в собі і хоробрість при збереженні чуйного ставлення до соціального оточення.
ГОЛОВА:
ЧЕРЕПНА ЧАСТИНА: черепна частина міцна, середньої довжини, співмірна корпусу. При погляді зверху голова має форму тупого клину. При погляді спереду поперечна лінія темені повинна бути майже рівною і не спадати до вух. Лінія лоба паралельна спинці носа і знижується до потилиці з легким закругленням. Надбрівні дуги добре розвинені, але не виступають. Проте, лобова борозна помітна. Потиличний бугор не повинен бути виражений. При погляді спереду і зверху бічні лінії голови не повинні бути опуклими. Незначна опуклість між задньою частиною верхньощелепної кістки і виличної дугою повинна бути в гармонії з загальною довжиною голови. М'язи голови повинні бути добре розвинені.
Стоп: Повинен бути невеликим, але явно вираженим.
ЛИЦЬОВА ЧАСТИНА: Ніс: Мочка носа чорна у чорних собак; у коричневих собак, відповідно, більш світлих тонів. Ніздрі добре розвинені, більше в ширину, з великими отворами, в цілому не виступають.
Морда: Морда повинна бути сильно розвинена, по довжині дорівнює черепній частині, мати глибину. Паща повинна широко відкриватися, доходячи до молярів. Хороша ширина морди повинна також бути в області верхніх і нижніх різців.
Губи: губи повинні бути сухими і прилягати до щелеп, щоб забезпечити щільне змикання пащі. Пігмент ясен повинен бути темним; у коричневих собак — відповідного, більш світлого тону.
Щелепи / Зуби: Потужні, широкі верхня і нижня щелепи, ножицеподібний прикус, 42 зуба правильно розташовані і нормального розміру.
Очі: очі середнього розміру, овальні і темного кольору. Більш світлі відтінки допускаються у коричневих собак. Прилеглі повіки, покриті шерстю.
Вуха: Вуха, залишаються природним і відповідного розміру; вони знаходяться по обидві сторони в найвищій точці черепа і ідеально прилягають до щік. (У тих країнах де дозволено купірування вуха, купірують відповідно з довжиною голови, високо поставлені вертикально.)
ШИЯ: повинна мати гарну довжиною пропорційна корпусу і голові. Вона суха і мускулиста, красиво вигнута. Вертикальний постав демонструє велике благородство.
КОРПУС:
Загривок (Холка): загривок повинен бути яскраво виражена по висоті і довжині, особливо у псів, що визначає нахил лінії верху від холки до крупу.
Спина: Спина коротка і компактна, широка з добре розвиненими мускулами. Поперек широкий з добре розвиненими мускулами.
Поперек: широкий з добре розвиненими мускулами. У суки може бути трохи довше через необхідного простору для сосків.
Круп: широкий з добре розвиненими мускулами, злегка похилий від маклока до основи хвоста, повинен здаватися добре закругленим, не бути горизонтальним або явно скошеним.
Грудна клітка: довжина і ширина грудей повинні бути в правильному співвідношенні з довжиною корпусу. Глибина злегка зводистих ребер повинна складати приблизно 50 % від висоти собаки в загривку. Особливо груди широкі в добре розвиненій передній частині.
Лінія низу і живіт: З нижнього кінця грудини до тазу помітно підтягнутий.
ХВІСТ: залишається природним в ідеалі тримається високо в невеликий кривий. (У країнах де купірування не заборонене хвіст коротко купіруваний, при цьому залишаються два помітні хвостові хребці.
КІНЦІВКИ:
Передні кінцівки: Загальний вигляд: Передні кінцівки при огляді з усіх боків майже прямі, вертикальні до землі і сильно розвинені.
Лопатки: Лопатки косі, прилягають до грудей, по обидва боки лопаточного гребеня мускулисті і виступають над грудним відділом хребта. Кут нахилу до горизонту становить приблизно 50 °.
Плечі: Плечові кістки середньої довжини, мускулисті.
Лікоть: спрямовані строго назад, не вивернутий.
Передпліччя: Передпліччя міцні і прямі, з добре розвинутою мускулатурою, гармонійної довжини.
Зап'ястя: міцні.
П'ясток (Пясті): міцні, прямі при погляді спереду. При погляді збоку тільки злегка похилі.
Передні лапи: короткі зібрані в комок («котячі»). Пальці підібрані. Кігті короткі і темні.
Задні кінцівки: Загальний вигляд: Через добре розвинених тазових м'язів крупа і стегон при огляді ззаду доберман має округлі стегна і круп. М'язи, що простягнулися від таза до стегон і гомілок, зумовлюють достатню ширину в області стегон, в колінних суглобах і гомілках. Сильні задні ноги прямі і стоять паралельно. Стегно: середньої довжини і ширини, з добре розвиненими м'язами. Гарні кути тазостегнових суглобів складають з горизонталлю приблизно 80-85°. Коліна (коліно): Колінний суглоб міцний, утворений стегном і гомілкою, а також колінної чашечкою.
Гомілки: середньої довжини, гармоніюють із загальною довжиною задніх кінцівок. Скакальні суглоби: Скакальні суглоби помірної міцності і паралельні. Кістки гомілки сполучаються з плюсной в скакальних суглобах.
Плюсни: короткі і стоять вертикально до землі.
Задні лапи: задні лапи подібні переднім лапам, пальці задніх лап короткі, зводчаті і в комці. Кігті короткі і темні.
ХОДА / РУХ: Хода має особливе значення як для службового використання, так і для зовнішнього вигляду. Рухи пружинисті, елегантні, швидкі, вільні і розмашисті. Можливо більший вимах передніх ніг. Задні кінцівки добре витягуються і здійснюють поштовх з необхідною пружністю. Передня нога одного боку і задня нога інший рухаються вперед одночасно. Повинні бути сстала спина, зв'язки і суглоби.
ШКІРА: Шкіра всюди щільно прилягає і добре пігментована.
Шерсть: Шерсть коротка, жорстка і густа. Щільно прилягає і гладка, рівномірно розподілена по всій поверхні. Підшерстя не допускається.
Колір: Добермана розводять в двох варіантах кольору: чорний або коричневий — з іржаво-рудими, ясно визначеними і чіткими підпалинами на морді, вилицях, бровах, горлі, кистях, плюснах, лапах, на внутрішній стороні задніх ніг, передплічь і під хвостом, два плями на грудях.
РОЗМІР І ВАГА:
Висота в холці: Пси: 68 — 72 см.
Суки: 63 — 68 см.
Бажано середній розмір.
Вага: Пси: 40 — 45 кг.
Суки: близько 32 — 35 кг.
НЕДОЛІКИ: Будь-яке відхилення від вищевказаних пунктів повинне розглядатися як недолік, і серйозність, з якою недолік повинен бути розцінений, повинна бути в точній пропорції до його ступеня і його впливу на здоров'я і благополуччя собаки і її здатність виконувати свою традиційну роботу.
• Недостатньо виражені ознаки статі. Недостатня субстанція, полегшена будова, зайва масивність, підійнятий на ногах, слабкий кістяк.
• Голова занадто масивна, дрібна, занадто вузька, дуже коротка, занадто різкий або згладжений перехід від лоба до морди «римський» (горбатий) ніс, недостатня паралельність верхніх ліній голови, слабка нижня щелепа, круглі або щілиноподібні очі, занадто опуклі щоки, опуклі або занадто глибоко посаджені очі, занадто високо або занадто низько посаджені вуха, губи що звисають, відкриті кути рота.
• Недоліками корпусу є м'яка, не міцна, горбата спина, скошений круп, недостатньо глибина або ширина грудей, хвіст посаджений дуже низько.
• Недостатня або надмірна кутастість зчленувань передніх або задніх кінцівок, «вільні» лікті, що відхиляються від стандарту положення суглобів і довжина кісток, поворот пальців всередину або назовні, коров'ячий, бочкоподібний або зближений постав задніх кінцівок, розпущене або м'які лапи, прибулі пальці, світлі кігті .
• Шерсть. Занадто світлий, нечітко обмежений, нечистий (Мазаний) підпал, дуже темна маска, великі темні плями на ногах, ледь помітний або занадто широкий підпал на грудях. Довга, м'яка матова хвиляста шерсть, а також ділянки з рідкою шерстю або голі. Великі завитки шерсті, помітний, особливо на тілі, підшерсток.
• Відхилення розмірів від стандартного до 2 см обумовлюють зниження оцінки екстер'єру.
• не гармонійна хода, хиткі рухи, обмежені або утруднені рухи.
ДИСКВАЦІФІУЦЮЧІ ВАДИ:
• Агресивність або боягузтво собаки.
• Будь-яка собака, явно показує фізичні аномалії поведінкових повинна бути дискваліфікована.
• Жовті (очі хижого птаха), різні очі.
• Перекус, кліщоподібний прикус, недокус і неповнозубість.
• Білі плями, підшерсток.
• Собаки, які відхиляються більше ніж на 2 см від стандарту.
• Пси повинні мати два нормальних семенники, повністю опущених в мошонку.
• Тільки функціонально і клінічно здорових собак, з типовою породи будовою слід використовувати для розведення. 

## Інформація про купірування в Україні
Регулюється ЗАКОНОМ УКРАЇНИ «Про ратифікацію Європейської конвенції про захист домашніх тварин»;
Всеукраїнська громадська організація Кінологічний Союз України, Наказ № 2 від 17.02.16 "Щодо заборони купірування вух та хвостів собак;
Міжнародна Кінологічна Федерація (МКФ), Циркуляр 8/16 "Купірування вух, хвостів собак порід, що традиційно купірують.